# Франц Екснер
Франц Серафін Екснер (нім. Franz Serafin Exner; 24 березня 1849 — 15 жовтня 1926) — австрійський фізик, член Австрійської академії наук.

## Життєпис
Франц Серафін Екснер походив із однієї з університетських сімей Австро-Угорської імперії. З цієї родини походили Адольф Екснер, Карл Екснер, Зигмунд Екснер та Марія фон Фріш. Екснер був наймолодшим з п'яти дітей у сім'ї Франца Екснера і Шарлотти Дюсенсі. Його батько, Франц Серафін Екснер, з 1831 і по 1848 рік був професором філософії в Празі, а з 1848 року був членом освітньої ради у Відні і впливовим реформатором Австрійської системи університетської освіти.
Франц Екснер почав вивчати фізику у Відні в 1867 році. Один рік слухав лекції Августа Кундта в Цюриху. Згодом працював разом з Вільгельмом Рентгеном, і в 1871 році здобув звання доктора філософії у Віденському університеті. Найбільший вплив на його підготовку зробив Віктор фон Ланг габілітацією у 1872 за науковою працею «Über die Diffusion durch Flüssigkeitslamellen» («Про дифузію через рідкі ламелі»).
З 1874 працював у Віденському університеті. З 1879 — професор. У 1908—1909 роках був ректором Віденського університету і до 1920 — директором Фізичного інституту.

## Наукові інтереси
Праці науковця присвячені оптиці, спектральному аналізу, молекулярній фізиці, калориметрії, електрохімії, геофізиці. Поклав початок сучасним теоретичним дослідженням атмосферної електрики. У 1885 встановив, що коефіцієнт заломлення газу пов'язаний з його густиною заповнення простору. Вивчав броунівський рух. Довів, що квадрат швидкості частинок у броунівському русі є пропорційним до температури. Досліджував дифузію газів у рідину.

## Вибрані публікації
- Franz Exner und Sigmund Exner: Die physikalischen Grundlagen der Blütenfärbungen, 1910
- W C Röntgen und F Exner: Über die Anwendung des Eiskalorimeters zur Bestimmung der Intensität der Sonnenstrahlen. Wien Ber 69: 228 (1874)
- Franz Exner: Vom Chaos zur Gegenwart, 1926 (неопубліковано)